# Raffaele Camba
Raffaele Camba (Calasetta, 27 settembre 1921 – 13 gennaio 1979) è stato un medico e politico italiano.

## Biografia
Medico chirurgo, fu parlamentare nella sola Vª legislatura. Fu firmatario di 20 progetti  di legge e autore di 32 interventi. Morì nel 1979.

## Incarichi
Vª Legislatura della Repubblica Italiana.
- XIII Commissione lavoro, assistenza e previdenza sociale, cooperazione. Membro dal 2 settembre 1969 al 24 maggio 1972.
- Commissione parlamentare d'inchiesta sui fenomeni di criminalità in Sardegna. Membro dal 13 gennaio 1970 al 24 maggio 1972.